# Cedara-Tunnel
Der Cedara-Tunnel oder Cedara-Doppeltunnel, englisch Cedara twin tunnels, ist ein 6 km langer Eisenbahntunnel an der Natal Main Line in Südafrika, der bei seiner Eröffnung im Jahre 1960 der längste Eisenbahntunnel in Südafrika war.

## Geschichte
Der Cedara-Tunnel ist Teil des im April 1955 begonnenen Ausbaus des Abschnittes Boughton–Cedara auf Doppelspur, wobei eine neue Streckenführung mit weniger Bögen und geringerer Steigung gegenüber der alten oft von Erdrutschen verschütteten Streckenführung von 1916 gewählt wurde. Sie kürzt die Gleislänge zwischen Pietermaritzburg und Cedara um 6,8 km und machte die beiden Bahnhöfe Teteluku und Ketelfontein überflüssig.
Der Bau des Tunnels erfolgte von beiden Seiten gleichzeitig und kostete 4,4 Millionen Pfund. Es mussten wechselnde Schichten aus Dolerit und Sandstein mit Schieferton- und Lehmeinschlüssen durchfahren werden, wobei 367.000 m³ Ausbruch abgeführt werden musste und für die Auskleidung 84.000 m³ Beton zugeführt werden musste. Die Baustelle beschäftigte zeitweise bis zu 1000 Arbeiter. Am 17. Juli 1958 wurde die Weströhre, am 21. November 1958 die Oströhre durchschlagen, wobei sich die Vortriebe jeweils mit wenigen Zentimetern Abweichung trafen. Am 28. März 1960 wurden die Tunnel dem Verkehr übergeben.

## Bauwerk
Der Cedara-Tunnel besteht aus zwei Röhren im Abstand von 30,5 m (100 ft), die je 6023 m lang sind und in einer 20 ‰ Steigung liegen. Sie sind alle 804 m (½ mi) mit Querschlägen verbunden, welche Wartungszwecken und der Luftzirkulation in den Röhren dienen. Der Querschnitt jeder Röhre ist ein Halbkreisbogen, der auf zwei lotrechten Seitenwänden steht. Die lichte Höhe beträgt 5,4 m, die Breite 4,5 m. Die Betonauskleidung ist zwischen 30 und 90 cm dick.